# 東方永夜抄 ～ Imperishable Night.
《東方永夜抄 ～ Imperishable Night.》是由同人社团上海愛麗絲幻樂團製作的彈幕射擊遊戲，是東方Project的第8作，亦是在Windows系統上的第三作。本作的體驗版於2004年4月18日第一次舉行的東方專題活動「博麗神社例大祭」上頒布，5月14日在網上開放下載。8月15日（Comic Market 66）遊戲正式發售。各同人商店則在9月15日中秋節開始委託販賣。

永夜抄体驗版 ver 0.03 主選單畫面

作品取材自《竹取物語》。本作與前作《東方紅魔鄉 ～ the Embodiment of Scarlet Devil.》、《東方妖妖夢 ～ Perfect Cherry Blossom.》合稱「三部曲」。

## 遊戲系統
本作的遊戲系統基本上與前作相似。玩家需要操作自機（遊戲主角）在屏幕上移動，向敵機（敵人）進行射擊，同時避免被敵人發射的子彈擊中。在每關的中間和結尾，玩家需要擊敗特定敵方頭目（即道中BOSS和關卡BOSS）才能繼續遊戲。
本作有三種遊戲結局，即Bad Ending、Normal Ending和Good Ending。最終關卡分為Final A和Final B兩個分支，一開始玩家只能進入A分支。不續關通關會獲得Normal Ending並解鎖最終關卡的另一個分支（Final B）。玩家再次遊戲，選擇Final B分支並且不續關通關，即可進入成功結局（Good Ending），並解鎖Extra模式。
本作新加入了刻符、終符、符卡練習模式，而且本作的自機由人类與妖怪共同組成。

### 刻符
刻符是本作其中的一個固有道具。在符合一定條件時（例如消滅敵人、在頭目戰和處於妖怪狀態下擦彈等）即可取得刻符，並獲得一定分數獎勵。當Miss（中彈）的時候則會失去一定數量的刻符。每關都會有「刻符定額」（刻符ノルマ）的設定存在，若能使刻符的收集數量達到該定額，將在通關時取得甲評級，否則會取得乙或丙評級。
本作有「時刻」的概念存在著。大致上是由「停止夜晚以解決異變」的設定而生的。完成每關之後所獲得的評級會決定遊戲「時刻」的前進時間，獲得甲、乙、丙評級分別會使時間前進30、60、90分鐘。此外，續關會使時間前進30分鐘。
遊戲開始後，時間會從子時（23點）開始。若未能在黎明（凌晨5點）到來之前完成打敗最終頭目，將會進入失敗結局。

### 終符
終符（Last Spell）是本作的一個特殊系統。在每個關卡完成後，如果玩家取得了超過定額的刻符，那麼敵方頭目會額外發動一張符卡，在該符卡中玩家中彈不會造成損失，而玩家也無法使用炸彈。另外，在自機中彈的一瞬間，玩家可發動決死（即終符）以防止生命值降低，但是會消耗更多的炸彈和大量刻符。

### 人類與妖怪的組合

《東方永夜抄》熒幕截圖，上圖為「人類操術」，按Shift鍵之後會變為下圖的「妖怪操術」。二者在移動速度和火力方面有著明顯的區別。

在本作中，自機由一個人類與一名特定的妖怪組隊，在遊戲過程中玩家可自由交替使用兩者闖關。但因為本作自機角色大幅增加，所以選擇武器方面則不存在於本作中。另外，只要四組自機全部觸發Good Ending（至少通關8次），就可單獨使用其中一名人類或妖怪進行遊戲。這個情況之下，不論高速移動還是低速移動，操作的角色都固定為所選擇的角色，射擊也不會因高速移動和低速移動而變化。
遊戲過程中，在高速移動時玩家操控的角色是人類，這被稱為「人類操術」，反之，在低速移動時操控的則是妖怪，即「妖怪操術」。由於操作的角色不同，所以本作中高速與低速移動的分別比前兩作顯得更加大。在使用人類操術時，會常駐角色的「特技」效果；而妖怪操術時，則會出現「使魔」協助作戰。此外，妖怪操術時即使Power值未全滿也能作道具自動蒐集。
本作遊戲畫面左下角會有「妖率計」（妖率ゲージ），代表現在組隊的主要程度是偏向妖怪還是人類。值的範圍在±100%之間，+時代表偏向妖怪側，-則是偏向人類側。該值的變化取決於玩家是更多地使用人類還是妖怪。當妖率計達至80%以上（-80%以下）時，自機會進入「逢魔之時」（逢魔が時）狀態，並會帶來一系列變化，例如取得點道具的最大得分變得更高、擊破敵機時會出現刻符、分數會自動地持續上升等。如果玩家選擇單個人類或單個妖怪角色，那麼妖率計的範圍會限制在-100%~+20%或-20%~+100%，因此人類側沒有妖怪側的逢魔之時，妖怪側也沒有人類側的逢魔之時。

## 劇情
正當夏季要過去的時候，幻想鄉又再一次發生異變。本來在這一晚裏會出現滿月，但是月亮似乎因為某些事故以無法完整出現。這情況對人類來說沒有甚麼特別，但對妖怪來說則是攸關生死的問題。
在幻想鄉的境界棲息的妖怪八雲紫察覺到這次異變的發生，因為自己一個人不方便行動，所以就邀請了博麗神社的巫女博麗靈夢一同出發解決異變；在魔法森林居住的魔法使愛麗絲·瑪格特洛伊德看見沒有人要去解決異變之下，找來了同樣住在魔法森林的人類霧雨魔理沙作為同伴出發；紅魔館的主人吸血鬼蕾米莉亞·斯卡蕾特，把家事交託給十六夜咲夜後就自行出發了。但最後咲夜還是跟上了蕾米莉亞一起行動；白玉樓的主人亡靈西行寺幽幽子則隨便地與庭師魂魄妖夢出外東西四走。以一人一妖組成的四個組別，為了讓滿月能再次出現，於是在幻想鄉中四處巡迴。
在前進過程中，主角們首先擊退了攔路的螢火蟲妖怪莉格露·奈特巴格和夜雀妖怪蜜斯蒂亞·蘿蕾萊。路過人類村莊時，主角發現人類村莊消失了，原來是因為歷史和知識的半獸——上白澤慧音察覺到了異變，利用自身吞噬歷史程度的能力將人類村莊隱藏了起來。經過戰鬥之後，上白澤慧音被打敗，她指示主角們應向迷途竹林前進。到了迷途竹林，主角們恰好碰到了前來解決異變的博麗靈夢/霧雨魔理沙，靈夢/魔理沙以為主角們是停止夜晚、引發異變的元兇。雙方經過交戰，靈夢/魔理沙被打敗，於是異變繼續由主角們來解決。隨後，主角們看到迷途竹林最深處的永遠亭。在永遠亭內，主角們打敗了攔路的妖兔因幡帝和月兔鈴仙·優曇華院·因幡，進入未被封住的門，看到了把滿月隱藏起來的八意永琳和蓬萊山輝夜。原來是她們為了阻止來自月球的使者到達幻想鄉，把真正的滿月隱藏了起來，留下了虛假的月亮。經過一番戰鬥，永琳和輝夜被打敗，幻想鄉的月亮恢復了正常。另外永琳和輝夜也意識到幻想鄉有結界保護，月球的使者無法進入幻想鄉，因此沒有必要再過躲躲藏藏的生活。
Extra關的劇情發生在永夜異變解決一個月之後。蓬萊山輝夜向主角們提出了「試膽」的活動，提議讓主角們在滿月之夜丑時三刻前往迷途竹林。在迷途竹林，主角們發現上白澤慧音已經因滿月恢復而變為白澤形態的半獸，而且正在保護著某一個人。主角們將其打敗，繼續前進到竹林深處，然後遇到並擊敗了不老不死的藤原妹紅。雙方意識到，原來是蓬萊山輝夜想以「試膽」的名義讓主角來騷擾虛弱的妹紅。

## 遊戲角色

### 自機角色
一開始玩家必須從四個固定隊伍中選擇一組。當四個組合全部打出Good Ending之後，玩家即可選擇單個角色進行遊戲。不過，無論是選擇單個角色還是整個隊伍，對應劇情都是相同的。
幻想結界組（幻想の結界チーム）
特點是中彈判定較小、決死結界維持時間較長。武器為追蹤符彈（人類）和鎖定攻擊的使魔（妖怪），安定性較為高，容易使用，適合新手選擇。
- 博麗靈夢（博麗 霊夢）：持有追蹤性能的射擊。
- 八雲紫（八雲 紫）：在射擊時會自動鎖定敵人作出追擊。

禁咒詠唱組（禁呪の詠唱チーム）
特點是獲得道具的範圍較大、道具自動蒐集的界線較矮。移動速度高，射擊威力高但範圍狹窄，是稍為上級向的角色組別。
- 霧雨魔理沙（霧雨 魔理沙）：射擊可造成擴散的傷害。
- 愛麗絲·瑪格特洛伊德（アリス·マーガトロイド）：通常射擊是將使魔設置在自機面前，向正上方射出有貫通能力的激光。

夢幻紅魔組（夢幻の紅魔チーム）
特點是擦彈判定較大、持有Bomb時Miss會掉出一個B道具。人類的射擊威力低，妖怪的移動速度比其他妖怪快。除此之外道具回收容易，和Miss時掉下一個B道具也是這隊的特徵。
- 十六夜咲夜（十六夜 咲夜（いざよい さくや））：通常射擊在往上方呈扇狀發射彈幕，對單一目標的威力較低。
- 蕾米莉亞·斯卡蕾特（レミリア·スカーレット）：使魔的位置會固定在轉入低速模式時自機的位置。另外射擊的威力和移動速度也很高。

幽冥住人組（幽冥の住人チーム）
特點是人類側的妖率計只有一半長度、通過一關時若Bomb的數量低於2個，會自動增加一個。比其他隊伍較為獨特。人類側與妖怪側的移動速度差很大；人類側時攻擊範圍小但威力強，妖怪側時攻擊範圍大但威力弱。
- 魂魄妖夢（魂魄 妖夢）：最大特徵是即使在人類側也是使用使魔，妖率計只需達到-30%就進入逢魔之時，-50%即能達至全滿。通常射擊是狹角的彈幕射擊，而且使魔會根據自機移動的方向而向相反方向轉向，並在會切換移動模式時重設到向正上方射擊。雖然Bomb的威力很高，但在發動時間內無法控制自機移動。
- 西行寺幽幽子（西行寺 幽々子）：使魔會在自機左右位置配置，向上作廣角射擊。移動速度也較為慢。

### 敵機角色
- 莉格露·奈特巴格（リグル·ナイトバグ，Wriggle Nightbug）：第一關頭目。螢火蟲妖怪。
- 米斯蒂婭·蘿蕾拉（ミスティア·ローレライ，Mystia Lorelei）：第二關頭目。被稱為夜雀的妖怪，能把人類的眼變成鳥目（夜盲症）的狀態並奪走其視界。
- 上白澤慧音（上白沢 慧音，Kamishirasawa Keine）：第三關頭目。人狼種的白澤。因誤以為玩家是向人間之里進行攻擊，而將人間之里隱藏起來（把「人間之里」從歷史中吞食掉）。
- 博麗靈夢（博麗 霊夢，Hakurei Reimu）：第四關頭目（當玩家選擇「禁咒詠唱組」或「夢幻紅魔組」時出現）。看見黑夜長久不明的情況後，就從神社飛出來了以解決永夜異變。
- 霧雨魔理沙（霧雨 魔理沙，Kirisame Marisa）：第四關頭目（當玩家選擇「幻想結界組」或「幽冥住人組」時出現）。在這長久不見天明的夜晚裏慌忙地出發了（其實是通常會覺得靈夢一出發，就會有什麼好玩的事發生）。
- 因幡帝（因幡 てゐ），Inaba Tewi/Inaba Tei）：第五關道中頭目。幸运的妖怪兔，在意外中闯入了永远亭,也是兔子们的领袖。
- 鈴仙·優曇華院·因幡（鈴仙·優曇華院·イナバ，Reisen Udongein Inaba）：第五關頭目，狂气的月兔，为了逃離月面战争而到達地球的月兔。
- 八意永琳（八意 永琳，Yagokoro Eirin）：第六關頭目之一。月球人，從前利用輝夜的能力來製造了蓬萊之藥，把藥喝下的輝夜最後被逐出月球，而自己卻沒有被放逐。對於不能阻止輝夜的事而感到懊悔，於是決定一生守護著輝夜，並作為輝夜的隨從而生活。
- 蓬萊山輝夜（蓬莱山 輝夜，Houraisan Kaguya）：第六關頭目之一。月球人，月之公主。就如其名字的意思，她就是傳說「竹取物語」的輝夜公主。千多年前因服用蓬萊之藥而被逐出月球，决定居住在永远亭之中。
- 藤原妹紅（藤原 妹紅，Fujiwara no Mokou）：Extra關卡頭目。蓬萊人，出生於貴族世家，其父親藤原不比等向輝夜求婚，卻被輝夜的難題羞辱，其後把輝夜視為仇敵。在「輝夜姬」留下的蓬萊之藥被天皇派人丟進富士火山时，为了报复把蓬萊之藥搶奪過來並服用了，自此變成不滅之身。

## 開發
與前作一樣，東方永夜抄的編程、編劇、繪畫和作曲工作均由ZUN一人獨自完成。
在製作東方紅魔鄉之前，ZUN就想製作一個能夠切換自機的遊戲系統，但是認為直接製作自機切換系統、突然地引入新角色會使遊戲顯得很不自然，因此他計劃了「三部曲」，在製作東方永夜抄之前就引入這些角色。關於自機切換，ZUN表示，「一开始就想制作这样的系统，这么想着制作了系统之后再找一个理由。也就是说避免了将系统诞生的起因经过强加于世界观之上。因为总感觉那样就会变成一个走钢丝游戏。」
為了使玩過前作的玩家沒有違和感，ZUN將自機設計成了高速角色和低速角色的形式。

## 外部連結
- 官方网站（日語）